# Estimata alexis
Estimata alexis är en fjärilsart som beskrevs av Igor Kozhanchikov 1928. Estimata alexis ingår i släktet Estimata och familjen nattflyn. Inga underarter finns listade i Catalogue of Life.